# Chiton mauritianus
Chiton mauritianus är en blötdjursart som beskrevs av Jean René Constant Quoy och Joseph Paul Gaimard 1835. Chiton mauritianus ingår i släktet Chiton och familjen Chitonidae. Inga underarter finns listade i Catalogue of Life.